# 受保护媒体路径
受保护媒体路径（英語：Protected Media Path）是一套创建“受保护环境”的技术，它首次搭载于微软的Windows Vista操作系统。该技术的目的是强制执行对内容的数字版权管理（DRM）保护。其子集是受保护视频路径（Protected Video Path，PVP）和受保护用户模式音频（Protected User Mode Audio，PUMA）。

## 概述
播放DRM内容的受保护环境中包含播放DRM内容的媒体组件，因此应用程序只需提供远程控制（播放、后退、暂停等），而不必处理未受保护的内容数据。受保护的环境也为所有微软批准（签名）的第三方软件模块提供必要支持。它提供了一个“围墙”以抗击外部复制，内容在围墙内处理以防止未经批准的软件。
为避免用户复制DRM内容，Windows Vista提供了进程隔离并持续监视内核模式软件的加载情况。如果检测到未验证的组件，Vista将停止播放DRM内容以免内容遭受复制风险。受保护环境完全采用软件实现，因此基于软件的攻击如修改Windows内核是可能实现的。
该技术限制PC提供的所有输出。对于DRM内容，诸如DVI（DVI）和高清晰多媒体接口（HDMI）都必须启用高带宽数字内容保护（HDCP）以防止有人录制数字流媒体。即便是模拟电视风格的输出通常也有一些限制，通过例如Macrovision和CGMS-A机制。这些限制仅适用于DRM限制的内容，例如使用AACS技术加密的HD DVD和蓝光，并适用于Windows XP中使用支持的播放软件。用户的标准的未受保护的内容不会存在这些限制。有些输出如S/PDIF一般不会有适合DRM的方案，因此如果内容指定，这些需要被确实地关闭。
在Vista中，PC视频输出的控制由PVP-OPM提供，这在本质上是Windows XP中引入的认证输出保护协议（Certified Output Protection Protocol，COPP）的下一代。但是，相比以前使用软件层面的应用程序编程接口，PVP-OPM使用Windows媒体组件在受保护环境中操作。
此外，视频和音频数据在经过PCI Express总线时，将会使用PVP-UAB（受保护视频路径-用户可访问总线）加密，以避免其在运行中被显卡中断和复制。这补充了PVP输出保护管理。

### 可能绕过
2007年1月，开发者Alex Ionescu宣布他已找到一个方法，可以使最终用户绕过Vista的受保护媒体路径。这或将允许数字内容在未实施DRM限制措施（例如缩放的视频分辨率，禁用模拟音频输出）的环境中播放。但是，他因为担心可能违反DMCA和招致微软诉讼而没有发布任何源代码。2007年3月6日，微软在内部测试后回应称，其所说的方法并不有效。

## 批评
除了常见的针对数字版权管理方案的批评，外界一直猜测该方案的动机是它会影响制造商的免费/开源显卡支持。这个方案依赖显卡的内部构件告知硬件是否值得信任（允许播放受复制保护的内容）。如果攻击者知道硬件操作的关键细节，这可能就被颠覆，而这可能被硬件文档或开源设备驱动程序所披露。不过，这并不会影响平台自主性，因为该方案是免费提供。
微软经常被指责添加受保护媒体路径功能到Vista阻止了客户复制理应拥有的媒体内容（做法之一是复制内容并遵循合理使用），并将此功能作为微软不妥协并坚持DRM的一个例子。  
这些指责并未引起很大影响，很大程度上因为Vista继续将非DRM媒体保持与之前Windows版本相同的处理方式，并且Vista发布后显卡制造商提供免费/开源驱动程序的力度并未明显改变。